# Центрально-европейский газовый хаб
Центрально-европейский газовый хаб (CEGH, ЦЕГХ) — газораспределительный центр в Баумгартене (Австрия). Входит в тройку крупнейших газораспределительных центров в Европе и является международной площадкой для торговли газом В 2006 году объём торгов составил 7,7 млрд м³.
Газораспределительный центр в Баумгартене, в 1,5 км от границы со Словакией, возник благодаря тому, что именно OMV стала первой западной компанией, заключившей в 1968 году долгосрочный договор на поставку газа из СССР в Европу Дальнейшая совместная деятельность привела к реализации проектов в сфере подземного хранения газа в Австрии и на территории соседних стран, а также к расширению газораспределительного центра в Баумгартене.
Собственное потребление газа в Австрии относительно невелико, но CEGH имеет преимущество перед другими хабами за счёт выгодного расположения на пересечении транзитных газопроводов.
Через газовую станцию Баумгартен прокачивается около трети всех поставок российского газа в Западную Европу.

## Акционеры
Мы не скрывали своего желания войти в этот хаб. У нас есть понимание, что ликвидность этого хаба зависит от нас. Еврокомиссия, несмотря на желания наших партнёров, начала искать в этом подоплёку, что мы через этот хаб хотим поработить Европу, придать нам какие-то намерения, которых у нас нет.
Основным акционером является OMV. В январе 2008 года было подписано соглашение о покупке 50 % акций «Газпромом»
Осенью 2008 года партнёрами Газпрома и австрийской OMV должны были стать оператор Венской фондовой биржи Wiener Borse AG и Centrex Europe Energy&Gas AG. Планировалось, что Газпром и OMV получат в этом случае по 30 %, а остальные компании — по 20 % акций. Стороны также договорились создать на базе хаба Центрально-европейскую газовую биржу для торговли спотовыми и фьючерсными контрактами на газ. Газпрому это помогло бы получить дополнительную прибыль от продажи газа конечным потребителям в Европе. В ходе переговоров Газпром настоял на покупке 50 % акций, однако Еврокомиссия заблокировала эту сделку.
В 2009 году OMV продала только 20 % акций CEGH оператору Венской фондовой биржи Wiener Borse AG.
В сентябре 2012 года, словацкая Eustream приобрела 15% акций.

## Происшествия
12 декабря 2017 года на территории газового хаба произошёл взрыв, в результате которого погиб один человек и пострадали 18. Работа хаба была полностью остановлена. Газовый регулятор Австрии E-Control сообщил, что транзитные поставки в направлении Италии, Словении и Венгрии прекращены. В качестве предварительной причины взрыва управление уголовной полиции земли Нижняя Австрия назвало техническую неисправность.

## Основные газовые хабы Европы
Газовые распределительные узлы:
- NBP — Великобритания,
- CEGH — Австрия,
- TTF — Нидерланды,
- GASPOOL, NCG — Германия,
- PEG — Франция,
- PSV —  Италия.
- ZEE — Бельгия

## См также
Henry Hub